# الخطوط الجوية الملكية الهولندية

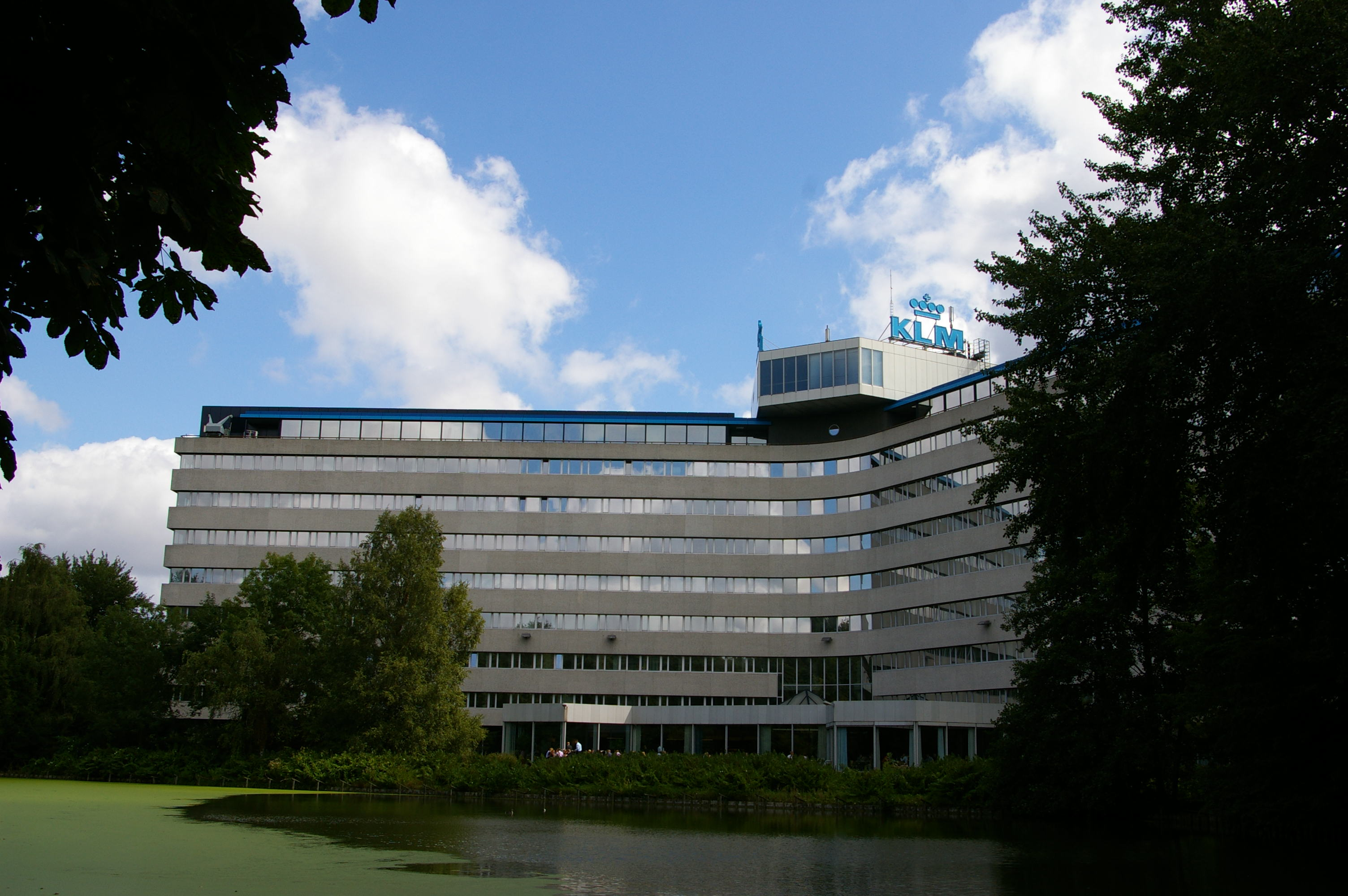
المقر الرئيسي للشركة

 كي إل إم الخطوط الجوية الملكية الهولندية هي شركة الطيران الناقلة الوطنية لهولندا، يقع مقرها الرئيسي في العاصمة الهولندية أمستردام وتتخذ من مطار سخيبول أمستردام مركزاً لعملياتها، وتعتبر الخطوط الجوية الملكية الهولندية جزءاً من شركة الخطوط الجوية الفرنسية - كيه إل إم وذلك بعد اندماج الشركة مع شركة الخطوط الجوية الفرنسية، تقدم شركة كي إل إم خدماتها لأكثر من 125 وجهة في أوروبا، آسيا، أفريقيا وأمريكا الشمالية، وتعتبر كي إل إم عضوا في تحالف سكاي تيم.

## تاريخ

### السنوات الأولى

ملصق لشركة الخطوط الجوية الملكية الهولندية (KLM) يُظهر أول شعار تجاري للشركة. يُرجَّح أنه يعود إلى أواخر عشرينيات القرن العشرين تقريبًا، بعد بدء رحلاتها إلى باتافيا.

في عام 1919 رعى ملازم طيار شاب يُدعى ألبرت بليسمان معرض ELTA للطيران في أمستردام. تجاوز عدد الحضور نصف مليون شخص، وبعد إغلاقه بادرت عدة جهات تجارية هولندية إلى تأسيس شركة طيران هولندية، وقد رُشِّح بليسمان لرئاستها. في سبتمبر 1919 منحت الملكة فيلهلمينا شركة KLM التي لم تُؤسس بعد لقب "ملكي" ("Koninklijke"). في 7 أكتوبر 1919 أسس ثمانية رجال أعمال هولنديين، من بينهم فريتس فينتنر فان فليسينجن شركة KLM كواحدة من أوائل شركات الطيران التجارية. وأصبح بليسمان أول مدير لها وإداريها.

### الحرب العالمية الثانية
أدى اندلاع الحرب العالمية الثانية في سبتمبر 1939 إلى تقييد عمليات الخطوط الجوية الملكية الهولندية (KLM)، حيث مُنعت الرحلات الجوية فوق فرنسا وألمانيا، وطُليت العديد من طائراتها باللون البرتقالي للحد من احتمالية الخلط بينها وبين الطائرات العسكرية. اقتصرت المسارات الأوروبية على الخدمات المتجهة إلى الدول الإسكندنافية وبلجيكا والمملكة المتحدة، مع بدء الرحلات الجوية إلى لشبونة (متجاوزةً المجالين الجويين البريطاني والفرنسي) في أبريل 1940. 
عندما غزت ألمانيا هولندا في 10 مايو 1940 كانت عدة طائرات تابعة لشركة الخطوط الجوية الملكية الهولندية (KLM) - معظمها من طراز DC-3 وبعضها من طراز DC-2 - في طريقها من الشرق الأقصى أو إليه أو كانت تُسيّر رحلات في أوروبا. نُقلت خمس طائرات DC-3 وطائرة DC-2 واحدة إلى بريطانيا. خلال الحرب، حلقت هذه الطائرات وأفراد طاقمها في رحلات ركاب منتظمة بين بريستول ولشبونة مستخدمةً أرقام رحلات وتسجيلات شركة الخطوط الجوية البريطانية (BOAC).
في 3 مارس 1942 أُسقطت طائرة دوغلاس دي سي-3 بي إتش-إيه إل بي "بيليكان" المسجلة آنذاك باسم بي كي-إيه إف في فوق غرب أستراليا بواسطة طائرات ميتسوبيشي إيه 6 إم زيرو التابعة لسلاح الجو التابع للبحرية الإمبراطورية اليابانية أثناء هجومها على بروم وكانت تحمل شحنة من الألماس. هبطت الطائرة دي سي-3 اضطرارياً في خليج كارنوت على بُعد 80 كيلومتراً من بروم. تعرضت بيليكان لاحقاً لقصف مدفعي من طائرات زيرو التي أسقطتها مما أسفر عن مقتل ثلاثة ركاب ومهندس الرحلة. سُرقت ماسات تُقدر قيمتها بين 150 ألف و300 ألف جنيه إسترليني أسترالي من حطام الطائرة ولم يُدن أحدٌ بهذه الجريمة.
تعرضت طائرة دوغلاس دي سي-3 بي إتش-إيلي " إيبيس" المسجلة آنذاك باسم G-AGBB لهجوم من قبل القوات الجوية الألمانية في 15 نوفمبر 1942 و19 أبريل 1943 وأسقطت أخيرًا في 1 يونيو 1943 باسم رحلة الخطوط الجوية البريطانية رقم 777 مما أسفر عن مقتل جميع الركاب وأفراد الطاقم.
انتهى الأمر ببعض طائرات KLM وأطقمها في منطقة جزر الهند الشرقية الأسترالية الهولندية حيث ساعدوا في نقل اللاجئين من العدوان الياباني في تلك المنطقة.
توقف العمليات في أوروبا واصلت شركة KLM الطيران والتوسع في منطقة البحر الكاريبي.

## وصلات خارجية
- الموقع الرسمي للشركة (بالإنجليزية)
- تفاصيل أسطول الخطوط الجوية الملكية الهولندية (بالإنجليزية)